# Eslövs tingsrätt
Eslövs tingsrätt var en tingsrätt i Skåne län, före 1997 i Malmöhus län. Eslövs tingsrätts domsaga omfattade Eslövs kommun, Höörs kommun och Hörby kommun. Tingsrätten och domsagan ingick i domkretsen för Hovrätten över Skåne och Blekinge. Tingsrätten var placerad i Eslöv. Tingsrätten och domsagan uppgick 15 april 2002 i Lunds tingsrätt och domsaga.

## Administrativ historik
Vid tingsrättsreformen 1971 ombildades häradsrätten för Frosta och Eslövs domsagas tingslag till denna tingsrätt och med oförändrad domsaga förutom att området Torrlösa avfördes (till Landskrona tingsrätt). Från 1971 ingick i domsagan områdena för Eslövs kommun, Höörs kommun och Hörby kommun.  Domsagan utökades 1974 då områdena Väderstad och Östraby fördes från Ystads domsaga till Hörby kommun och denna domsaga.
Tingsrätten och domsagan uppgick 15 april 2002 i Lunds tingsrätt och domsaga.

## Lagmän
- 1971-1978: Sture Hasslow
- 1978-1997:  Karl-Olof Lidin
- 1997-2000: Louise Roos
- 2000-2002: vakant